# Спікливість глинистих порід
Спікли́вість глинистих порід — властивість порід ущільнюватись при випалюванні з утворенням твердого каменеподібного спеченого залишку зі зниженням водопоглинання до 5%.
Спікливість визначається присутністю мінералів (польові шпати, слюди, хлорити, карбонати, гіпс, сполуки заліза і т.ін.), здатних плавитися раніше, ніж основна маса.
Спікливість глинистих порід проявляється в зменшенні пористості спеченого залишку, що вимірюється величиною його водопоглинання.

## Параметри
Інтервалом спікання називається температурний інтервал від початку спікання до початку спучення і деформації, коли водопоглинання перестає падати.
Температурою спікання є температура, за якої випалюваний спечений залишок без ознак перепалу зменшує своє водопоглинання до 5% і менше. Температура спікливості глинистих порід коливається у широких межах: 
- у легкоплавких глинистих порід — від 950 °C до 1 150 °C (монтморилонітові, гідрослюдисті, палигорськітові різновиди порід);
- у тугоплавких та вогнетривких — від 1150 °C до 1 400 °C (каолінітові і галуазітові глини).

Температура спікливості підвищується у глинах, що вміщують велику кількість кварцу, і знижується у разі наявності в них польових шпатів, оксидів заліза, карбонатів кальцію, магнію і лугів.
Інтервалом спікання є температурний інтервал від початку спікання до початку перепалу — деформацій, спучування, оплавлення і межі падіння водопоглинання. Оптимальний інтервал спікання — 100—150 °C. У деяких різновидах вогнетривких і тугоплавких глин він досягає 300—350 °C. Короткий інтервал спікання в 30—50 °C приводить до браку виробів.